# 舟喜麟一
舟喜 麟一（ふなき りんいち、1889年〈明治22年〉1月 - 1968年〈昭和43年〉）は、日本の牧師、伝道者。福音伝道教団の前身である福音伝道協会創立者の一人で前橋キリスト教会牧師。石川県金沢市生まれ。
夫人の舟喜ふみ（1894年（明治27年） - 1979年（昭和53年）10月）との間に五男二女。長男は舟喜順一、三男は前橋キリスト教会前牧師舟喜拓生、四男は舟喜信。

## 略歴
- 1912年 - 救世軍金沢小隊で入信する。
- 1913年 - 日本メソヂスト野町教会（現・日本基督教団桜木教会）でカナダ・メソジスト教会の宣教師P・G・プライス (Percival Gardinner Price) より洗礼を受ける。
- 1916年6月 - 日本伝道隊聖書学校（現・関西聖書神学校）入学。
- 1918年6月 - 聖書学校在学中に飯田メソヂスト教会伝道師。
- 1918年5月 - 聖書学校卒業（当時教師であったバークレー・バックストンの薫陶を受ける。同級生には、佐藤邦之助、鋤柄熊太郎、柘植不知人、野畑新兵衛がいる）。
- 1919年 - 結婚。神戸平野教会に就任。
- 1920年10月 - ヘフジバ・ミッション銚子福音伝道館の牧師に就任。
- 1921年10月 - 足尾教会に就任。
- 1924年4月 - 日本伝道隊を辞し、バーネット宣教師が設立した「セントラル・ジャパン・パイオニア・ミッション」の大間々教会伝道師に就任。日本同盟基督協会第二回年会で按手礼を受ける。
- 1927年 - 福音伝道協会（現・福音伝道教団）が発足し、理事長に就任。10月高崎福音教会牧師就任。
- 1941年 - 日本基督教団が成立する。第10部に所属。
- 1947年 - 日本基督教団を離脱し、小林誠一らと共に福音伝道協力会を再建する。
- 1948年5月 - 日本新教連盟に関わった。
- 1950年 - 福音伝道協会が福音伝道教団に改称される。
- 1953年3月 - 舟喜と前橋キリスト教会が福音伝道教団を離脱する。
- 1968年 - 前橋キリスト教会の牧師として現職のまま死去（79歳）。教会は三男の拓生が継ぐ（2008年まで）。